# Giacomo Tommasini
Giacomo Tommasini (Parma, 2 luglio 1768 – 26 novembre 1846) è stato un medico, patologo e fisiologo italiano.

## Biografia
Si laureò in Medicina all'Università degli Studi di Parma all'età di vent'anni. Dopo un periodo di praticantato all'Ospedale di Parma, ottenne una borsa di studio per corsi di perfezionamento sulle nuove metodologie mediche nelle università degli Studi di Pavia, Padova, Bologna, Pisa e Torino. Fece viaggi di studio anche all'estero, in Francia ed Inghilterra.
Nel 1792 ebbe l'incarico di sostituto del prof. Cortesi nella cattedra di medicina pratica. Nel 1794 fu nominato professore di fisiologia e patologia. Le sue lezioni erano talmente apprezzate che ottenne un aumento di stipendio in via straordinaria. Tenne la cattedra fino al 1815. Nel 1798 si sposò con Antonietta Ferroni.
Durante il primo impero francese l'Università di Parma, che pure si era guadagnata fama di ottimo ateneo, subì un decreto di soppressione in seguito ad un piano di ristrutturazione degli istituti di insegnamento superiore. La città di Parma diede incarico a Tommasini, assieme al conte Filippo Linati e al banchiere Giuseppe Serventi, di recarsi a Genova, dove si trovava in quel momento l'imperatore Napoleone Bonaparte, per chiedere la revoca del provvedimento. Fu specialmente Tommasini che, esponendo la causa con particolare eloquenza, riuscì ad ottenere la sospensione del decreto. Tommasini fu tra i principali redattori del Giornale Medico Chirurgico, edito a Parma dal 1806 al 1813.
Durante il governo Napoleonico ricoprì diverse cariche: Ispettore Generale della Pubblica Istruzione, Segretario al Consiglio del Dipartimento del Taro, membro del Consiglio di Sanità Pubblica. Fu uno dei primi soci corrispondenti della Società Medica di Bologna. Già prima della sua ammissione a tale società l'università di Bologna gli aveva fatto offerte per trasferirsi da Parma a Bologna; dopo non poche trattative nel 1815 Tommasini accettò la cattedra di Clinica Medica a Bologna, succedendo al prof. Antonio Testa. A Bologna Tommasini affermò la necessità di adottare il metodo sperimentale nella pratica medica, ciò che costituiva un radicale cambiamento rispetto ai metodi in gran parte empirici fino ad allora usuali. Nel 1819 venne fondata la rivista «Nuova Dottrina Medica Italiana», che fece propri i concetti di Tommasini.
Nel 1828 alcuni professori dell'università di Bologna, tra cui Tommasini, furono accusati di appartenere a società segrete rivoluzionarie e furono invitati a dimettersi. Chiesero di essere sottoposti a un processo e furono assolti, ma Tommasini fu amareggiato da questa vicenda e tornò a Parma, adducendo il motivo di dover curare il conte Neipperg, in quel periodo effettivamente ammalato. Si reinsediò all'università e ottenne altre cariche di prestigio, tra cui quella di Protomedico dello Stato e di medico consulente della sovrana regnante, la duchessa Maria Luisa d'Austria. Fu chiamato anche lontano da Parma a curare alte personalità, come Carolina d'Inghilterra a Pesaro e al capezzale di madama Letizia, madre di Napoleone Bonaparte, a Roma.
Giacomo Tommasini era noto per essere un piacevole e fine parlatore e un elegante scrittore, sia in italiano che in latino. Ottenne molte onorificenze, tra cui la Legion d'Onore, l'Ordine Costantiniano di San Giorgio, la Medaglia d'Oro per i benemeriti della salute pubblica.
La città di Parma gli ha dedicato una via del centro storico, borgo Giacomo Tommasini (chiamato popolarmente «borgo Giacomo»), che collega strada della Repubblica a borgo Felino. A Bologna è intitolata a lui una via nei pressi dei Giardini Margherita.

## Opere
Giacomo Tommasini pubblicò numerose opere scientifiche e articoli di medicina, tra cui:
- Prospectus animalis vitae (1794)
- Institutiones Pshysiologiae et Pathologiae (1794)
- Storia ragionata di un diabete (Parma, 1794)
- Lezioni critiche di Fisiologia e Patologia (Parma, 1802)
- Sulla febbre gialla americana e sulle malattie di genere analogo. Ricerche patologiche (Parma, 1805)
- Sulla necessità di unire in medicina la filosofia all'osservazione (Bologna, 1817)
- Della nuova dottrina medica italiana (in Opere complete, Bologna, 1835, volume VI)
- Della dignità della Medicina in Italia (Bologna, 1823)
- Sull'insegnamento Medico-Clinico dell'Inghilterra e dell'Italia (in Opere, Bologna, 1836, volume VII)
- Della infiammazione e delle febbri continue (in Opere, Bologna, 1837, volume X)
- Raccolta completa delle opere mediche di Giacomo Tommasini (volumi I-X, Bologna, Olmo e Tiocchi, 1833-1837) (versione digitalizzata)